# La Soucoupe de solitude
La Soucoupe de solitude (titre original : A Saucer of Loneliness) est une nouvelle de science-fiction de Theodore Sturgeon.

## Parutions

### Parutions aux États-Unis
La nouvelle est parue initialement aux États-Unis dans Galaxy Science Fiction no 27 en février 1953.
Elle a ensuite été publiée à une quarantaine de reprises entre 1953 et 2017. Par le nombre de ses publications, c'est l'une des nouvelles les plus connues de Sturgeon.

### Parutions en France
La nouvelle a notamment été publiée en France :
- pour la première fois dans la revue Galaxie 1re série no 34, en septembre 1956, sous le titre Le Disque de solitude ;
- par la suite, en 1974 dans l'anthologie Histoires d'extraterrestres (rééditions en 1976, 1978, 1984 et 1986), avec une traduction de Frank Straschitz).

### Parutions dans d'autres pays
La nouvelle a aussi été publiée dans les pays suivants :
- en Allemagne, sous le titre Wie ein Schrei aus dem Dunkel[3] (1985),
- en Italie, sous le titre Disco di solitudine[4] (1987),
- en Hongrie, sous le titre A magány csészealja[5] (1988),
- en Finlande, sous le titre Lautasen arvoitus[6] (1996),
- au Japon, sous le titre 孤独の円盤[7] (1998).
- en Espagne, sous le titre Un plato de soledad[8] (1999).

## Résumé
Sur le rivage de l'océan, un homme, perclus de solitude et de mélancolie, aperçoit une jeune femme qui semble vouloir se suicider, ou du moins agir de manière étrange. Il l'appelle, l'interpelle ; elle se jette dans la mer ; il court à elle et la ramène sur la grève. Elle lui raconte son histoire. 
Plusieurs mois auparavant, alors qu'elle se promenait en ville, elle a vu une petite soucoupe volante, grande de quelques décimètres, aux couleurs vives et dorées. Cette soucoupe extraterrestre est venue près d'elle, contre elle, et lui a délivré un message. Des gens ont crié, la police a été appelée, elle a été emmenée, et la soucoupe est partie. Mais la jeune femme avait écouté son message. Si cette soucoupe provient d'une super espèce d'extraterrestres, ces derniers doivent être dotés de super-pouvoirs ou d'une super-arme, pensent les autorités… Policiers, juges, journalistes, espions, hommes politiques, ont voulu lui faire avouer ce que la soucoupe lui avait dit. Mais la jeune fille a toujours refusé de le faire. Elle a tenté de reprendre sa vie antérieure, mais son « aventure » lui collait à la peau. Elle trouve un emploi ? Elle le perd quand le patron apprend qui elle est. Elle rencontre un jeune homme qui la courtise. 
Dès le premier rendez-vous, il cherche à connaître le message de la soucoupe. Elle a donc quitté la ville, quitté sa famille, changé de région. Rien n'y fait, elle est partout reconnue. Alors elle en a assez : elle va dire à cet homme qu'elle ne connaît pas ce que la soucoupe lui a dit. La soucoupe lui a dit :
En certaines âmes vivantes réside
Une inexprimable solitude,
Si grande qu'elle doit être partagée,
De même que les êtres moindres
Partagent leur présence.
Je connais une telle solitude ;
Sache donc par ceci
Que dans l'immensité
Vit plus solitaire que toi.
Après l'avoir écoutée, l'homme lui répond qu'il connaissait son histoire. Lui aussi se sent seul. Il la regarde ; elle le regarde. Peut-être, désormais, ne seront-ils plus seuls ? La nouvelle se termine sur cette phrase : « Cette lumière disait bien des choses, et surtout que même la solitude connaît une fin, pour ceux qui sont suffisamment seuls, pendant suffisamment longtemps. ».

## Autour de la nouvelle
Dans l'anthologie Histoires d'extraterrestres, chaque nouvelle est précédée d'une courte préface introductive. Celle concernant cette nouvelle explique notamment que : « (…) Dans le récit qui suit, l'auteur attribue à ces engins [« les soucoupes volantes »] un rôle surprenant. Et il répond, accessoirement, à une question qui intrigue beaucoup de sceptiques : pourquoi des extraterrestres lanceraient-ils des soucoupes volantes à travers des distances se chiffrant en années-lumière, alors que les objets volants non identifiés donnent simplement l'impression de jouer à cacher-cache avec les humains ? ».

## Adaptations télévisées
Cette nouvelle a fait l'objet de deux adaptations télévisées : 
- une en France (sous le titre La soucoupe de solitude[9]),
- une aux États-Unis (pour un épisode de La Cinquième Dimension, titré en français Un mot pour le dire, diffusé le 27 septembre 1986).